# Ózdfalu
Ózdfalu község Baranya vármegyében, a Sellyei járásban.

## Fekvése
Az Ormánság északi részén fekszik, Pécs és Vajszló között nagyjából félúton.

### Megközelítése
Csak közúton közelíthető meg, Bogádmindszent központján keresztül, az 5801-es út és az 5815-ös út keresztezésétől kiágazó 58 149-es számú mellékúton. Kisasszonyfa felől 2022 óta műúton is érhető el.

## Története
Írott dokumentum először 1296-ban említi a nevét, Owzd alakban. 1296-ban Ózdi Pál nemes a boszniai háborúban foglyul ejtett szolganőjének fiát, Balázst, 1 M-ért felszabadította. 1332-ben papja 15 báni pápai tizedet fizetett.
A falu a székesfehérvári főesperességhez tartozott.
1561-ben Szigetvár várához tartozott, annak adólajstromában szerepel a neve. A török időkben is folyamatosan magyarok lakta hely volt.
Vályi András 1796-os Magyar országnak leírásá-ban: "OZD. Magyar falu Baranya Várm. földes Ura Kapuváry Uraság, lakosai katolikusok, fekszik Kis Aszszonyfának szomszédságában, mellynek filiája, Újmindszenthez is közel, földgyei, és réttyei közép termékenységűek, erdője, szőleje van, lakosai fakó kotsi, és abrontsok tsinálásából keresnek pénzt, piatza Pétsen 4 órányira."
Az 1907-es magyarországi helységnévrendezés során – mivel az országban két Ózd nevű település is volt – az ormánsági Ózd neve a falu toldalékkal egészült ki, és a Borsod vármegyei maradt simán Ózd.

## Közélete

### Polgármesterei
- 1990–1994: Vas Lajos (független)[4]
- 1994–1998: Vas Lajos (független)[5]
- 1998–2002: Vas Lajos (független)[6]
- 2002–2006: Vas Lajos (független)[7]
- 2006–2010: Vas Lajos (független)[8]
- 2010–2014: Bogdán József (független)[9]
- 2014–2017: Garai Zoltán (független)[10]
- 2017–2019: Nyaka Gyula (független)[11][12]
- 2019–2024: Nyaka Gyula (független)[13]
- 2024– : Nyaka Gyula (független)[1]

A településen 2017. szeptember 3-án időközi polgármester-választást (és képviselő-testületi választást) tartottak, az előző képviselő-testület önfeloszlatása miatt. A választáson a hivatalban lévő polgármester is elindult, de négy jelölt közül csak a második helyet érte el.

## Népesség
1938-ban a községnek 394 lakosa volt, valamennyien magyarok és római katolikus vallásúak. Az 1950-es évektől Ózdfalu népessége fogyni kezdett; napjainkban alig 180 lelket számlál. A lakosság apadását több tényező együttes hatása eredményezte, így például a háztáji gazdálkodás beszűkülése és a városi munkahelyek vonzereje.
A fiatalok elvándorlása nemcsak a születések számának csökkenését vonta maga után, de szükségessé tette a közoktatás és az egészségügy reformját is. Ezen a területen a központi szerepet a szomszédos Bogádmindszent vette át.
Az utóbbi évtizedben – a pályázati lehetőségeknek köszönhetően – számottevő infrastrukturális fejlesztés valósult meg a községben. Emellett azonban továbbra sem törpülnek el a munkanélküliségből fakadó gazdasági-társadalmi problémák.
A település népességének változása:
| Lakosok száma | 167  | 166  | 160  | 145  | 139  | 138  | 138  | 147  |
|               | 2013 | 2014 | 2015 | 2019 | 2021 | 2022 | 2023 | 2024 |

A 2011-es népszámlálás során a lakosok 100%-a magyarnak, 52,1% cigánynak mondta magát (a kettős identitások miatt a végösszeg nagyobb lehet 100%-nál). A vallási megoszlás a következő volt: római katolikus 84,8%, református 4,2%, felekezeten kívüli 5,5% (5,5% nem nyilatkozott).
2022-ben a lakosság 93,5%-a vallotta magát magyarnak, 16,7% cigánynak, 0,7% egyéb, nem hazai nemzetiségűnek (6,5% nem nyilatkozott; a kettős identitások miatt a végösszeg nagyobb lehet 100%-nál). Vallásuk szerint 61,6% volt római katolikus, 8% református, 15,2% felekezeten kívüli (15,2% nem válaszolt).

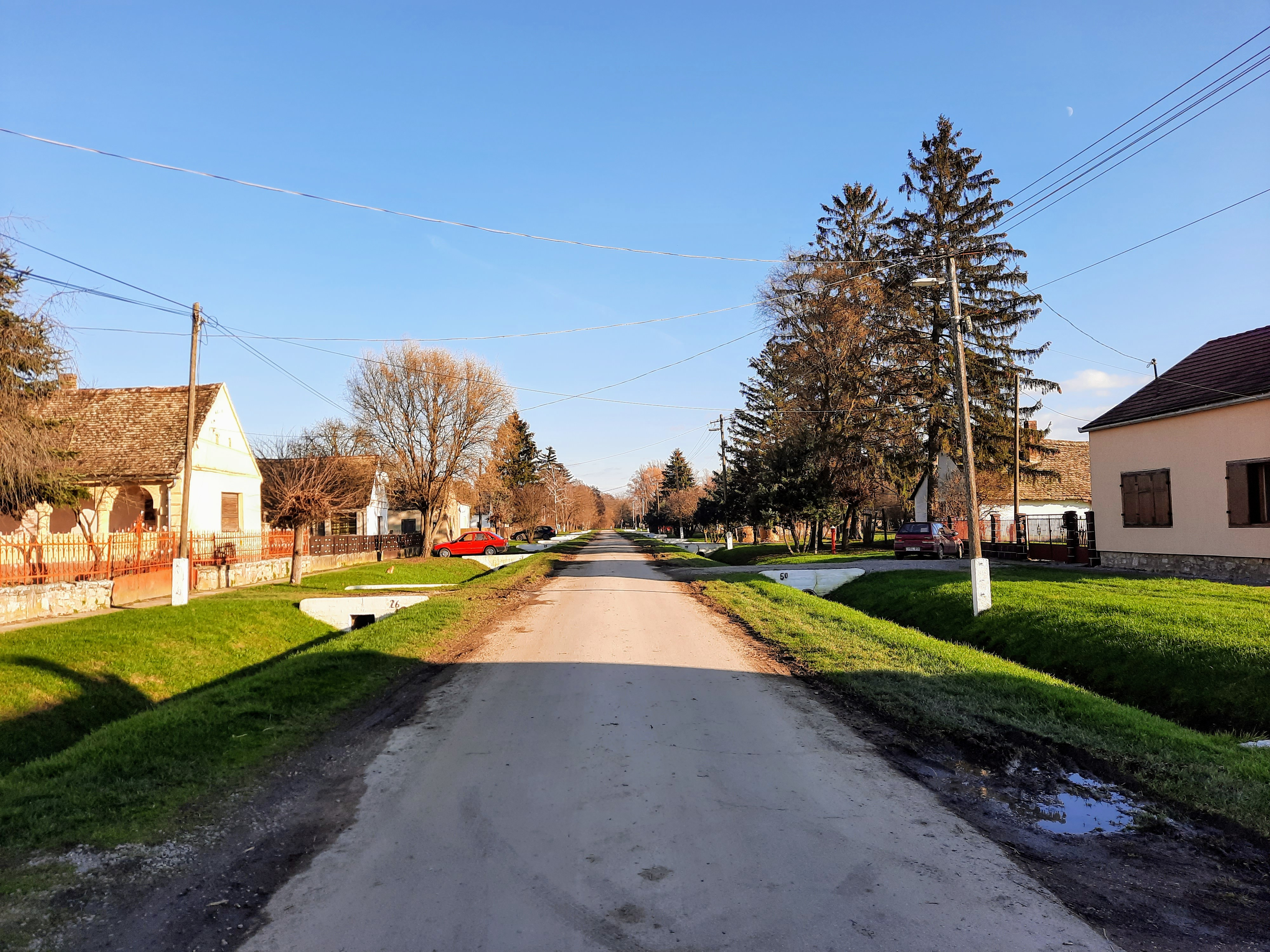
A falu főutcája

## Nevezetességei
- Római katolikus templom

## Partnerkapcsolat
Ózd

## Külső hivatkozások
- Ózdfalu a Világhálón